# (400079) 2006 SV287
(400079) 2006 SV287 es un asteroide perteneciente al cinturón de asteroides, descubierto el 25 de septiembre de 2006 por el equipo del Catalina Sky Survey desde el Catalina Sky Survey, Arizona, Estados Unidos.

## Designación y nombre
Designado provisionalmente como 2006 SV287.

## Características orbitales
2006 SV287 está situado a una distancia media del Sol de 2,673 ua, pudiendo alejarse hasta 2,773 ua y acercarse hasta 2,573 ua. Su excentricidad es 0,037 y la inclinación orbital 21,11 grados. Emplea 1596,33 días en completar una órbita alrededor del Sol.

## Características físicas
La magnitud absoluta de 2006 SV287 es 15,9.